# هوارد شيرمان
هوارد شيرمان (15 يونيو 1943 في المملكة المتحدة - ) (بالإنجليزية: Howard Sherman)‏ هو لاعب كريكت بريطاني. لعب مع نادي مقاطعة ساسكس للكريكت ‏.

## وصلات خارجية
- هوارد شيرمان على موقع إي آس بي آن كريك إنفو (الإنجليزية)